# Lin Yun-ju
Lin Yun-ju (Yuanshan, 17 de agosto de 2001) é um mesa-tenista taiwanês, medalhista olímpico.

## Carreira
Yun-ju conquistou a medalha de bronze nos Jogos Olímpicos de Verão de 2020 em Tóquio, como representante de Taipé Chinês, na prova de duplas mistas, ao lado de Cheng I-ching, após derrotarem os franceses Emmanuel Lebesson e Jia Nan Yuan por 4–0.